# Saint-Pierre-la-Cour
Saint-Pierre-la-Cour è un comune francese di 1 967 abitanti situato nel dipartimento della Mayenne nella regione dei Paesi della Loira.

## Società

### Evoluzione demografica
Abitanti censiti